# Carobius
Carobius is een Insectengeslacht uit de familie bruine gaasvliegen (Hemerobiidae), die tot de orde netvleugeligen (Neuroptera) behoort. De wetenschappelijke naam van het geslacht is voor het eerst geldig gepubliceerd door Nathan Banks in 1909.
Banks duidde als typesoort aan Carobius pulchellus, die voorkomt in Queensland (Australië).

## Soorten
Deze lijst van 9 stuks is mogelijk niet compleet.
- C. angustus Banks, 1909
- C. curvatus New, 1988
- C. elongatus New, 1988
- C. lateproctus New, 1988
- C. pectinatus New, 1988
- C. pedicellatus New, 1988
- C. pulchellus Banks, 1909
- C. spinosus New, 1988
- C. trifurcatus Kimmins, 1940